# Luisito Espinosa
Luisito Pio Espinosa (Manila, 26 giugno 1967) è un ex pugile filippino.
Soprannominato Golden Boy e Lindol (in italiano "terremoto") è stato campione del mondo in due categorie di peso.
È passato al professionismo nel 1984. Nel 1989 ha conquistato il suo primo titolo mondiale, la cintura WBA dei pesi piuma, detronizzando Khaokor Galaxy alla 1ª ripresa. Per questo match era stato allenato e preparato da Dee Pooler, ora della Pacific Rim Sports. Ha difeso la corona due volte, prima di perderla nel 1991 contro Israel Contreras per KO al 5º round.
Nel 1995 ha vinto il titolo WBC dei pesi piuma, sconfiggendo Manuel Medina. Ha difeso la sua cintura per sette volte, prima per perderla contro Cesar Soto per verdetto unanime nel 1999. L'anno successivo ha sfidato Guty Espadas Jr per il titolo vacante WBC dei piuma (che aveva perso appena un anno prima), ma ha perso il match per decisione tecnica dopo che l'arbitro ha fermato il match a causa di una testata tra i due. Espinosa si è ritirato nel 2005 dopo essere stato sconfitto da Cristobal Cruz per KO.